# Bakoa lucens
Bakoa lucens är en kallaväxtart som först beskrevs av Josef Bogner, och fick sitt nu gällande namn av Peter Charles Boyce och S.Y.Wong. Bakoa lucens ingår i släktet Bakoa och familjen kallaväxter. Inga underarter finns listade.